# Peridroma feralba
Peridroma feralba là một loài bướm đêm trong họ Noctuidae.